# Napoca
Napoca is een geslacht van spinnen uit de familie springspinnen (Salticidae).

## Soorten
De volgende soorten zijn bij het geslacht ingedeeld:
- Napoca insignis (O. P.-Cambridge, 1872)